# Раймундиды
Раймундиды (фр. Raymondides) — знатный род франкского происхождения, владения которого располагались в Лангедоке, в основном в Тулузе и Руэрге. Впоследствии род разделился на две ветви — Тулузский дом (фр. Maison de Toulouse) и Руэргский дом (фр. Maison de Rouergue). Иногда утверждается, что от Раймундидов также происходят дома виконтов Лиможа, Вантадура, Рошешуара, и Комборна. 

## История

### Раймундиды
Родоначальником дома стал Сигиберт I (ум. ок. 820). В некоторых источниках он упоминался как сын Хильдебранда, сеньора Перраси, который был знатным дворянином, происходившим из династии Каролингов (он был сыном Пипина Геристальского и братом Карла Мартелла). Существование Сигиберта точно не подтверждено, однако можно установить, что он был графом Руэрга. Если это так, то скорее всего, он был отцом Фулькоальда (ум. после 837), графа Руэрга, который стал достоверно подтверждённым историческими источниками родоначальником Раймундидов.
Его старший сын Фределон (ок. 815—ок. 852), ставший первым  графом Тулузы из рода Раймундидов, не оставил наследников и все его владения перешли к брату, Раймунду I (ум. ок. 865). Тот имел сыновей Бернара (ум. 872/877) и Эда (ум. 918/919). Бернар не оставил потомства, а Эд имел двух сыновей: графа Тулузы Раймунда II (ум. 923/924) и графа Руэрга Эрменгола (ум. после 935). Соответственно, они стали родоначальниками двух ветвей дома Раймундидов: Раймунд стал главой Тулузского дома, а Эрменгол — Руэргского.

### Руэргский дом
Эрменгол стал родоначальником младший ветви дома Раймундидов — Руэргского дома. В 906 году его брат Раймунд I Тулузский передал ему графства Руэрг, Керси, Альби и Ним. Эрменгола поочередно сменили его прямые потомки — Раймунд II (уб. 961/965), Раймунд III (ум. 1008), Гуго (ум. 1054) и Берта (ум. 1063/1066). После смерти Берты все владения графов Руэрга перешли к Тулузскому дому.

### Тулузский дом
Раймунд II стал первым представителем Тулузского дома. Он имел сына Раймунда III Понса (ум. 944/969). По традиционной генеалогии графов Тулузы  его сыном был Гильом III (952—1037), но согласно современным исследованиям доказано, что его сыном и внуком были Раймунд IV (ум. 972) и Раймунд V (ум. 972/979), соответственно. Получается, что Гильом был сыном Раймунда IV, а его братом был Понс (ум. 1060). Сыновьями последнего были Гильом IV (ум. 1092) и Раймунд IV (ум. 1105), отец Бертрана (ум. 1112), графа Триполи, чьим сыном был Альфонс I Иордан (ум. 1148). Наследниками Альфонса Иордана стали его сыновья Раймунд V (ум. 1194)  и Альфонс II (ум. 1175/1189), соправитель предыдущего в Тулузе. Раймунд V имел сына Раймунда VI (1156—1222), внука Раймунда VII (1197—1249) и правнучку Жанну (1220—1271), которая вышла замуж за Альфонса де Пуатье (1220—1271). 
После её смерти Тулузский дом, а также основная ветвь дома Раймундидов угасла. Представителями одной из младших ветвей этого рода мнят себя Тулуз-Лотреки.

## Генеалогия

### Первые Раймундиды
I. Сигиберт (ум. ок.820) — граф Руэрга
II. Фулькоальд (ум. после 837) — граф Руэрга
III. Фределон (ок.815—ок.852) — граф Тулузы
III. Раймунд I (ум. ок.865) — граф Тулузы
IV. Бернар II Телёнок (ум. 872/877) — граф Тулузы
IV. Эд (ум. 918/919) — граф Тулузы
V. Раймунд II (уб. 961/965) — граф Тулузы; родоначальник Тулузского дома
V. Эрменгол (ум. после 935) — граф Руэрга; родоначальник Руэргского дома

### Руэргский дом
V. Эрменгол (ум. после 935) — граф Руэрга
VI. Раймунд II (уб. 961/965) — граф Руэрга
VII. Раймунд III (ум. 1008) — граф Руэрга
VIII. Гуго (ум. 1054) — граф Руэрга
IX. Берта (ум. 1063/1066) — графиня Руэрга; муж — Роберт II (ум. ок.968), граф Оверни
VI. Гуго (ок.935—ок.972) — граф Керси

### Тулузский дом
V. Раймунд II (уб. 961/965) — граф Тулузы
VI. Раймунд III Понс (ум. 944/969) — граф Тулузы
VII. Раймунд IV (ум. 972) — граф Тулузы
VIII. Раймунд V (ум. 972/979) — граф Тулузы
IX. Гильом III (952—1037) — граф Тулузы
IX. Понс (ум. 1060) — граф Тулузы
X. Гильом IV (ум. 1092) — граф Тулузы
X. Раймунд IV (ум. 1105) — граф Тулузы, маркиз Прованса, граф Триполи
XI. Бертран (ум. 1112) — граф Тулузы, маркиз Прованса, граф Триполи
XI. Альфонс I Иордан (ум. 1148) — граф Тулузы, маркиз Прованса
XII. Раймунд V (ум. 1194) — граф Тулузы
XII. Альфонс II (ум. 1175/1189) — граф Тулузы
XIII. Раймунд VI (1156—1222) — граф Тулузы
XIV. Раймунд VII (1197—1249) — граф Тулузы
XV. Жанна (1220—1271) — графиня Тулузы; муж — Альфонс (1220—1271), граф Пуатье